# Clitheroe Castle
Clitheroe Castle er ruinen af en middelalderborg i Clitheroe, Lancashire, England. Den var caput i Honour of Clitheroe, en enorm ejendom der omfattede et stort område på vestsiden af Penninerne.
Der er debat om dens tidligste historie, men man antager at den blev opført som normannisk fæstning opført i 1100-tallet. Den var i de Lacy-familiens eje, der senere blev en del blev en del af jarldømmet og herefter hertugdømmet Lancaster. Det blev givet til George Monck, 1. hertug af Albemarle i 1660, og det var i privat ejerskab indtil 1920, hvor det blev solgt til indbyggerne i Clitheroe for at skabe en mindesmærke for krigen. I dag er beygning indrettet med Clitheroe Castle Museum.
Keepet er det næstmindste bevarede sten-keep i England. Borgen blev et scheduled monument d. 10. april 1915 (og senere under Ancient Monuments and Archaeological Areas Act 1979). Det blev en listed building af første grad i 1950.